# Reino dos Huícios
Reino dos Huícios (em inglês: Hwicce, [ˈʍittʃe]; em latim: Regnum Hwicciorum) foi um reino na Inglaterra anglo-saxônica.   
Os limites exatos do reino são desconhecidos, embora seja provável que eles coincidam com os da antiga Diocese de Worcester, fundada em 679-680, cujos primeiros bispos levaram o título de epíscopo dos huícios (Episcopus Hwicciorum). O reino, portanto, teria incluído Worcestershire, exceto a ponta noroeste, Gloucestershire, exceto a Floresta de Dean, a metade sudoeste de Warwickshire, o bairro de Bath ao norte de Avon, além de pequenas partes de Herefordshire, Shropshire, Staffordshire e o noroeste de Wiltshire.

## História
O território dos Huícios pode ter correspondido aproximadamente à civitas romana dos dobunos. A área parece ter permanecido em grande parte britânica no primeiro século mais ou menos depois que a Grã-Bretanha deixou o Império Romano, mas enterros pagãos e nomes de lugares no setor nordeste sugerem um influxo de Anglos ao longo do Warwickshire Avon e outras rotas; eles podem ter exigido impostos dos governantes britânicos.  O sub-reino Hwicce incluía vários grupos tribais distintos, incluindo os Husmerae, os Stoppingas e os Weorgoran.
Os primeiros reis prováveis dos quais lemos foram dois irmãos, Eanhere e Eanfrith. Bede observa que a rainha Eafe "tinha sido batizada em seu próprio país, o reino dos Hwicce". Ela era filha de Eanfrith, irmão de Eanhere, ambos cristãos, assim como seu povo" 